# Улицы (фильм)
«Улицы» (англ. Streets) — американский триллер Кэтт Ши 1990 года с Кристиной Эпплгейт в главной роли.

## Сюжет
Дон — 16-летняя героиновая наркоманка из Лос-Анджелеса. Её мать была проституткой и бросила свою дочь. Сейчас Дон живёт в дренажной трубе с несколькими другими девочками. Зарабатывает она обычно тем, что делает за деньги минет. Один из клиентов однажды пытается изнасиловать её. Дон помогает случайно находившийся здесь же под пирсом подросток по имени Сай. Он из хорошей семьи и мечтает стать музыкантом. Сейчас, воспользовавшись отъездом родителей, Сай приехал вместе со своим синтезатором на велосипеде из Санта-Барбары в Лос-Анджелес, чтобы попасть в Голливуд и организовать группу. Сай проникается симпатией к Дон и хочет как-нибудь ей помочь. Весь день они проводят вместе. Дон показывает Саю обратную сторону Лос-Анджелеса. В то же время человек, пытавшийся изнасиловать Дон, оказывается сумасшедшим полицейским. Он одержим идеей отомстить девушке. Весь этот день он разъезжает по городу на мотоцикле и выслеживает её, убивая всех кто ему мешает.

## В ролях
- Кристина Эпплгейт — Дон
- Дэвид Менденхолл — Сай
- Эб Лоттимер — Ламли
- Патрик Ричвуд — Боб
- Алан Сток — Алан
- Александр Фолк — Бэгли
- Арон Айзенберг — Роуч

## Производство
По словам режиссёра Кэтт Ши прежде чем сесть за написание сценария она занималась исследованием жизни улиц. Ши проводила много времени общаясь с бездомными и изучая их жизнь. По её словам персонаж Дон основан на реальной девушке, которая была героиновой наркоманкой и периодически то бродяжничала, то жила с каким-нибудь богатым парнем. Кэтт Ши написала сценарий в соавторстве со своим мужем продюсером Энди Рубеном. Фильм был снят за 19 дней при минимальном бюджете.

## Критика
TV Guide поставил фильму 3 звезды из 4. Издание похвалило стилистику съёмок Кэтт Ши. То как она делает неоднозначные, но интригующие фильмы, которые запоминаются именно потому, что в них нет морализации. Говоря о фильме «Улицы» издание посетовало на то, как в нём смешан реализм и триллер. С одной стороны в фильме содержатся реалистичные сюжеты жизни улиц, а с другой — некий садомазохистский псих, мотивация которого убивать совершенно непонятна: «Трудно не чувствовать себя немного разочарованным схематичностью убийцы, тем более, что реальных опасностей, с которыми сталкиваются эти дети, было бы более чем достаточно, чтобы сделать захватывающую драму». В подобном духе высказался и журнал Variety. По их мнению этот фильм более амбициозный, чем просто триллер про маньяка, однако раз уж фильм продюсировал Роджер Корман, то просто неореализма здесь недостаточно и обязательно должен быть псих-убийца.